# Татарєва Анастасія Олексіївна
Анастасія Олексіївна Татарєва (нар. 19 липня 1997 року) — російська гімнастка. Олімпійська чемпіонка (2016). Заслужений майстер спорту Росії.

## Кар'єра
У 2015 стала дворазовою чемпіонкою I Європейських ігор 2015, потім виграла два «золота» і одне «срібло» в групових вправах на чемпіонаті світу в Штутгарті, також завоювавши ліцензію на участь в Олімпійських іграх 2016 року в Ріо-де-Жанейро. У 2016 році перемогла на чемпіонаті Європи, а також стала олімпійською чемпіонкою, виступивши в Ріо-де-Жанейро в груповому багатоборстві.

## Нагороди
- Орден Дружби (25 серпня 2016 року) — за високі спортивні досягнення на Іграх XXXІ Олімпіади 2016 року в місті Ріо-де-Жанейро (Бразилія), проявлену волю до перемоги[2].